# Merülés a szerelembe
A Merülés a szerelembe (eredeti cím: Submergence) 2017-ben bemutatott amerikai romantikus thriller, amelyet J. M. Ledgard Submergence című regénye alapján Wim Wenders rendezett. A főbb szerepekben Alicia Vikander és James McAvoy látható.
Világpremierje a 2017-es Torontói Nemzetközi Filmfesztiválon volt. Általánosságban negatív kritikákat kapott és bevételi szempontból is megbukott.

## Cselekmény
Afrika keleti partjainál, egy ablaktalan szobában James More brit mérnököt szomáliai dzsihadista harcosok tartják fogva. Több ezer mérfölddel arrébb, a Grönlandi-tengeren Danielle Flinders biomatematikus egy tengeralattjáróval készül lemerülni az óceán fenekére. A két bezárt ember gondolatban visszatér véletlen találkozásukhoz és az azt követő románcukhoz, amely egy normandiai nyaraláson kezdődött.

## Szereplők
| Színész             | Szerep             | Magyar hang   |
| ------------------- | ------------------ | ------------- |
| Alicia Vikander     | Danny Flinders     | Balsai Móni   |
| James McAvoy        | James More         | Hevér Gábor   |
| Hakeemshady Mohamed | Yusef M-Al-Afghani |               |
| Alexander Siddig    | Dr. Shadid         | Csankó Zoltán |
| Reda Kateb          | Saif               | Pál Tamás     |
| Alex Hafner         | Mr. Bellhop        |               |
| Celyn Jones         | Thumbs             | Elek Ferenc   |
| Harvey Friedman     | Bob                |               |
| Audrey Quoturi      | Annie              |               |

## Bemutató
2016 májusában a Mars Distribution és az Antena 3 megszerezte a film francia, illetve spanyol forgalmazási jogait. A film világpremierje 2017. szeptember 10-én volt a Torontói Nemzetközi Filmfesztiválon. Nem sokkal később a Samuel Goldwyn Films szerezte meg a jogokat a film amerikai forgalmazására. Az Egyesült Államokban 2018. április 13-án jelent meg, korlátozott számú moziban és Video on Demand platformon.

## Fogadtatás

### Bevételi adatok
A film világszerte mindössze 852 319 dollárt termelt, plusz további 106 879 dollár bevételt szerzett a házimozis eladásokból, 15 millió eurós (16,6 millió dollár) gyártási költségvetéssel szemben.

### Kritikai visszhang
2020 júniusában a film 23%-os tetszést aratott a Rotten Tomatoes-on, 53 kritika alapján 4,27/10-es átlagértékeléssel. A weboldal kritikai összegzése szerint „lassan haladó félresikerült film, mely nem olyan mély, mint amilyennek hiszi magát – de még így képes belefojtani sztárjait, akiknek csodálatra méltó ambíciói szinte teljesen beteljesületlenek maradnak, egy drámába.”  A Metacritic-en a film átlagpontszáma 38 a 100-ból, 16 kritika alapján, ami "általánosságban negatív kritikákat" jelent.

## Fordítás
- Ez a szócikk részben vagy egészben  a   Submergence (film) című angol Wikipédia-szócikk fordításán alapul.  Az eredeti cikk szerkesztőit annak laptörténete sorolja fel. Ez a jelzés csupán a megfogalmazás eredetét és a szerzői jogokat jelzi, nem szolgál a cikkben szereplő információk forrásmegjelöléseként.